# Harmadik Ponta-kormány
A harmadik Ponta-kormány Románia kormánya volt. A 26 tagú kabinet 2014. március 5. és december 17. között volt hivatalban.

## Kormányösszetétel
2014. március 5-től:
| Név | Hivatal kezdete     | Hivatal vége        | Párt           | Megjegyzés     |
| Miniszterelnök                                                                                             | Miniszterelnök      | Miniszterelnök      | Miniszterelnök | Miniszterelnök |
| --- | ------------------- | ------------------- | -------------- | -------------- |
| Victor Ponta                                                                                               | 2014. március 5.    | 2014. december 17.  | PSD            | pártelnök      |
| Közigazgatási és regionális fejlesztési miniszter (egyben miniszterelnök-helyettes)                        |                     |                     |                |                |
| Liviu Dragnea                                                                                              | 2014. március 5.    | 2014. december 17.  | PSD            |                |
| Belügyminiszter (egyben miniszterelnök-helyettes)                                                          |                     |                     |                |                |
| Gabriel Oprea                                                                                              | 2014. március 5.    | 2014. december 17.  | UNPR           | pártelnök      |
| Mezőgazdasági és vidékfejlesztési miniszter (egyben miniszterelnök-helyettes)                              |                     |                     |                |                |
| Daniel Constantin                                                                                          | 2014. március 5.    | 2014. december 17.  | PC             | pártelnök      |
| Művelődési miniszter (egyben miniszterelnök-helyettes)                                                     |                     |                     |                |                |
| Kelemen Hunor                                                                                              | 2014. március 5.    | 2014. október 9.    | RMDSZ          | pártelnök      |
| Victor Ponta, ideiglenesen                                                                                 | 2014. október 9.    | 2014. november 24.  | PSD            | pártelnök      |
| Hegedüs Csilla                                                                                             | 2014. november 24.  | 2014. december 17.  | RMDSZ          |                |
| Külügyminiszter                                                                                            |                     |                     |                |                |
| Titus Corlățean                                                                                            | 2014. március 5.    | 2014. november 10.  | PSD            |                |
| Teodor Meleșcanu                                                                                           | 2014. november 10.  | 2014. november 24.  | független      |                |
| Bogdan Aurescu                                                                                             | 2014. november 24.  | 2014. december 17.  | független      |                |
| Nemzetvédelmi miniszter                                                                                    |                     |                     |                |                |
| Mircea Dușa                                                                                                | 2014. március 5.    | 2014. december 17.  | PSD            |                |
| Pénzügyminiszter                                                                                           |                     |                     |                |                |
| Ioana Petrescu                                                                                             | 2014. március 5.    | 2014. december 17.  | pártonkívüli   |                |
| Gazdasági miniszter                                                                                        |                     |                     |                |                |
| Constantin Niță                                                                                            | 2014. március 5.    | 2014. december 17.  | PSD            |                |
| Igazságügy-miniszter                                                                                       |                     |                     |                |                |
| Robert Cazanciuc                                                                                           | 2014. március 5.    | 2014. december 17.  | pártonkívüli   |                |
| Közlekedési miniszter                                                                                      |                     |                     |                |                |
| Dan Șova                                                                                                   | 2014. március 5.    | 2014. június 24.    | PSD            |                |
| Ioan Rus                                                                                                   | 2014. június 25.    | 2014. december 17.  | PSD            |                |
| Egészségügyi miniszter                                                                                     |                     |                     |                |                |
| Nicolae Bănicioiu                                                                                          | 2014. március 5.    | 2014. december 17.  | PSD            |                |
| Környezetvédelmi és éghajlat-változási miniszter                                                           |                     |                     |                |                |
| Korodi Attila                                                                                              | 2014. március 5.    | 2014. december 17.  | RMDSZ          |                |
| Hírközlési miniszter                                                                                       |                     |                     |                |                |
| Răzvan Cotovelea                                                                                           | 2014. március 5.    | 2014. december 17.  | pártonkívüli   |                |
| Munkaügyi, családügyi, szociális és idősügyi miniszter                                                     |                     |                     |                |                |
| Rovana Plumb                                                                                               | 2014. március 5.    | 2014. december 17.  | PSD            |                |
| Közoktatásügyi miniszter                                                                                   |                     |                     |                |                |
| Remus Pricopie                                                                                             | 2014. március 5.    | 2014. december 17.  | PSD            |                |
| Európai alapok lehívásáért felelős miniszter                                                               |                     |                     |                |                |
| Eugen Teodorovici                                                                                          | 2014. március 5.    | 2014. december 17.  | PSD            |                |
| Ifjúsági és sportminiszter                                                                                 |                     |                     |                |                |
| Szabó Gabriella                                                                                            | 2014. március 5.    | 2014. december 17.  | pártonkívüli   |                |
| Költségvetésért felelős tárca nélküli miniszter                                                            |                     |                     |                |                |
| Liviu Voinea                                                                                               | 2014. március 5.    | 2014. augusztus 27. | PSD            |                |
| Bogdan Vâlcov                                                                                              | 2014. augusztus 27. | 2014. december 17.  | PSD            |                |
| Turizmusért, a kis- és középvállalkozásokért felelős tárca nélküli miniszter                               |                     |                     |                |                |
| Florin Jianu                                                                                               | 2014. március 5.    | 2014. december 17.  | pártonkívüli   |                |
| A felsőoktatásért, a tudományos kutatásért és a technológiai fejlesztésért felelős tárca nélküli miniszter |                     |                     |                |                |
| Mihnea Costoiu                                                                                             | 2014. március 5.    | 2014. december 17.  | PSD            |                |
| Vízügyi, erdészeti és halászati ügyekért felelős tárca nélküli miniszter                                   |                     |                     |                |                |
| Doina Pană                                                                                                 | 2014. március 5.    | 2014. december 17.  | PSD            |                |
| Energiaügyekért felelős tárca nélküli miniszter                                                            |                     |                     |                |                |
| Răzvan Nicolescu                                                                                           | 2014. március 5.    | 2014. december 17.  | pártonkívüli   |                |
| Parlamenti kapcsolatokért felelős tárca nélküli miniszter                                                  |                     |                     |                |                |
| Eugen Nicolicea                                                                                            | 2014. március 5.    | 2014. december 17.  | UNPR           |                |
| A román diaszpórával való kapcsolattartásért felelős tárca nélküli miniszter                               |                     |                     |                |                |
| Bogdan Stanoevici                                                                                          | 2014. március 5.    | 2014. december 17.  | pártonkívüli   |                |
| Társadalmi párbeszédért felelős tárca nélküli miniszter                                                    |                     |                     |                |                |
| Aurelia Cristea                                                                                            | 2014. március 5.    | 2014. december 17.  | PSD            |                |

## Története
A harmadik Ponta-kormány azt követően alakult meg, hogy 2014 februárjának végén a Szociálliberális Unióból (USL) a liberálisok kihátráltak és ellenzékbe vonultak. A Victor Ponta vezette Szociáldemokrata Párt (PSD) és két kisebb szövetségese – a Konzervatív Párt (PC) és az Országos Szövetség Románia Haladásáért (UNPR) – március elején megállapodást kötött az Romániai Magyar Demokrata Szövetséggel (RMDSZ) a közös kormányzásról.
Az új koalíciós kormánynak március 4-én szavazott bizalmat a parlament. A harmadik Ponta-kabinet szerkezetéről és összetételéről szóló határozatot a képviselők 346 szavazattal 192 ellenében fogadták el, majd másnap, 5-én a miniszterek letették a hivatali esküt a román elnöki hivatalban.
2014 júliusában a Minority SafePack nevű európai polgári kezdeményezése érdekében folyó európai uniós bírósági perben Románia az Európai Bizottság oldalán lépett fel, ezért Kelemen Hunor augusztus 1-jei hatállyal lemondott a kormányban betöltött pozíciójáról. Az RMDSZ Biró Rozália, Nagyvárad korábbi alpolgármestere személyében új jelöltet javasolt a tárca élére, amit Traian Băsescu államelnök elutasított. Az új miniszter kinevezéséig Kelemen látta el a minisztérium vezetését. Ponta viszont nem nevezett ki másik tisztségviselőt a kormány tagjai közül. Az államfő október közepén – elnöki rendelettel – felmentette kormányzati tisztségeiből az RMDSZ elnökét, és helyére ideiglenesen Victor Ponta került, aki Hegedüs Csillára, a kulturális tárca RMDSZ-es államtitkárára ruházza át a tárcavezetőt megillető aláírási jog gyakorlását. Az RMDSZ Hegedüs Csillát javasolta a megüresedett minisztérium élére, valamint a miniszterelnök-helyettesi posztra. Hegedüs 2014. november 24-én – az államfő jelenlétében – letette hivatali esküjét, csakúgy mint Bogdan Aurescu, az újonnan kinevezett külügyminiszter.
Aurescu kinevezésére azért kerülhetett sor, mert előbb Titus Corlăţean mondott le az államfőválasztás első fordulója után, a külügyi tárca és a Központ Választási Iroda (románul Biroului Electoral Central, BEC) között a külföldi szavazókörök számának bővítése kapcsán kirobbant vita miatt, majd a helyére kinevezett, Teodor Meleșcanu, a külügyi hírszerzés korábbi vezetője – aki megígérte ugyan, hogy az elnökválasztás második fordulója zökkenőmentesen zajlik majd külföldön, de ez mégsem így történt – szintén távozott.
A kormányból augusztus végén távozott a költségvetésért felelős tárca nélküli miniszter is, Liviu Voinea, akit beválasztottak a Román Nemzeti Bank (Banca Națională a României, BNR) vezetőtestületébe, mint kormányzó-helyettes. Helyére Bogdan Vâlcov került.
Victor Ponta december 24-én megegyezett a kormányát támogató kisebb koalíciós pártokkal a kabinet struktúrájának és személyi összetételének átalakításáról. Az RMDSZ jelezte, hogy nem vesz részt az új kormányban. Másnap a bukaresti parlament bizalmat szavaz az átalakított, negyedik kormánynak.

## Lásd még
- Első Ponta-kormány
- Második Ponta-kormány
- Negyedik Ponta-kormány

## Külső hivatkozások
- Mit várhatunk az RMDSZ kormányzati szerepvállalásától? – Mensura Transylvanica, 2014. március 4.